# Kim Ji-Jeong
Kim Ji-Jeong (4 de mayo de 1997) es una deportista surcoreana que compite en judo.
Ganó una medalla de bronce en los Juegos Asiáticos de 2022 y dos medallas de bronce en el Campeonato Asiático de Judo, en los años 2017 y 2022.

## Palmarés internacional
| Juegos Asiáticos    | Juegos Asiáticos       | Juegos Asiáticos  | Juegos Asiáticos |
| Año                 | Lugar                  | Medalla           | Categoría        |
| ------------------- | ---------------------- | ----------------- | ---------------- |
| 2022                | Hangzhou (China)       | Medalla de bronce | –63 kg           |
| Campeonato Asiático |                        |                   |                  |
| Año                 | Lugar                  | Medalla           | Categoría        |
| 2017                | Hong Kong (China)      | Medalla de bronce | –63 kg           |
| 2022                | Nursultán (Kazajistán) | Medalla de bronce | –63 kg           |